# Momax
Momax è una municipalità dello stato di Zacatecas, nel Messico centrale, il cui capoluogo è la omonima località.
Conta 2.529 abitanti (2010) e ha una estensione di 161,45 km².
In nome della località significa luogo dove si pesca con la mano.